# Kløvergræs
Kløvergræs er en betegnelse for afgrøder bestående af græsser og kløvere, der bruges som foder til især kvæg og andre drøvtyggere og heste. Ofte kaldes en mark med kløvergræs blot for en græsmark, selvom den også består af kløver. De vigtigste græsarter i en græsmark er rajgræs (italiensk rajgræs og almindelig rajgræs), engrottehale (timothe), almindelig hundegræs, svingel (eng-svingel og rød-svingel) og rapgræs (eng-rapgræs og almindelig rapgræs). De vigtigste kløverarter i en græsmark er rødkløver og hvidkløver.
Da kløverne er bælgplanter, fikserer de kvælstof direkte fra atmosfæren og sørger dermed for at øge græsmarkens indhold af protein.

## Anvendelse
En kløvergræsmark kan dels bruges som afgræsning i hele vækstsæsonen (i Danmark normalt fra april til oktober). Her gøder husdyrene selv marken løbende, mens de afgræsser marken. For at optimere udnyttelsen af græsmarken lader man ofte husdyrene afgræsse marken fuldstændigt over 2-3 dage, hvorefter kløvergræsset får lov at gro uden afgræsning de næste 7-10 dage.
Man kan også konservere kløvergræsset, så den kan bruges som vinterfoder. Konserveringen kan enten være tørring (hø) eller ensilering. Ved fremstilling af hø slår man græsset (et høslæt) og lader det ligge på marken, til det er tørt nok til at lagre indendørs i form af (hø-)baller. Normalt kan man lave to høslæt i løbet af en sommer.
Ved fremstilling af græsensilage slår man græsset og lader det ligge på marken 1-2 dage, hvorefter det samles i en ensilagestak. Normalt kan man derefter lave et nyt slæt til ensilage efter ca. 5 uger, så man kan nå at lave omkring 5 slæt græs i løbet af vækstsæsonen. Da græsmarken herved ikke får tilført gødning fra husdyrene, må man gødske marken imellem slættene ved f.eks. at bringe gylle ud på marken.